# Donald Morrison (natation)
Pour les articles homonymes, voir Donald Morrison.
Donald Morrison, né vers 1976, est un nageur sud-africain.

## Carrière
Donald Morrison est médaillé d'or du relais 4 x 100 mètres nage libre et médaillé d'argent du 50 mètres nage libre aux Jeux africains de 1995 à Harare,.
Il termine deuxième du 50 mètres nage libre et troisième du 100 mètres nage libre aux sélections olympiques d'Afrique du Sud à Durban en mars 1996.